# 红钮子属
红钮子属（学名：Mukia）是葫芦科下的一个属，为攀援或匍匐草质藤本植物。该属共有4种，分布在亚洲、非洲和澳大利亚的热带地区。